# جون هربرت سورينسن (لاعب كرة قدم)
جون هربرت سورينسن (بالدنماركية: Knud Herbert Sørensen)‏ (21 يناير 1934 في الدنمارك - ) هو لاعب كرة قدم دانمركي في مركز الدفاع. لعب مع نادي فايله.

## وصلات خارجية
- جون هربرت سورينسن (لاعب كرة قدم) على موقع قاعدة بيانات كرة القدم.إي يو (الإنجليزية)